# Saint-Julien (Giura)
Saint-Julien è un comune francese di 468 abitanti situato nel dipartimento del Giura nella regione della Borgogna-Franca Contea.

## Società

### Evoluzione demografica
Abitanti censiti